# Вадізіген
Вадізіген — депресія (висота 310 метрів) розташована в Лівійській пустелі у районі Ель-Куфра Лівії, близько 180 км на північний північний захід від селища Ель-Таг і на схід від Тазірбу. Є п'ять свердловин, найважливіша — Bir el Hárasc. Навколо колодязів ростуть деякі пальми, але там немає постійних жителів.
25°26′29″ пн. ш. 22°10′55″ сх. д. / 25.44139° пн. ш. 22.18194° сх. д.